# Aniceto o la bocca della verità
Aniceto o la bocca della verità è un romanzo per ragazzi di Giana Anguissola, uscito postumo nel 1972.

## Genesi dell'opera
Giana Anguissola iniziò a lavorare al romanzo nel 1965. Dopo la morte dell'autrice, la storia fu completata da Giancarla Mursia Re, che curò anche le successive edizioni.

## Trama
Aniceto Balzarotti è un bambino di sette anni che abita in un signorile appartamento di Milano col padre Remigio (un capufficio dal temperamento autoritario), la madre Rosetta, la nonna paterna e i due fratelli maggiori, i gemelli adolescenti Geltrude e Gerolamo. Per giustificare i frequenti ritardi nel tornare a casa, Aniceto racconta continuamente delle bugie; dopo l'ultima, in cui finge di aver subito un tentativo di rapimento, il padre lo porta al commissariato di polizia per denunciare il fatto. Il commissario inizialmente gli dà corda, ma evidenzia le sue contraddizioni e poi dice di volerlo condurre sul posto del rapimento per sentire i suoi compagni di giochi. Aniceto scoppia a piangere e deve confessare, ricevendo un predicozzo dal commissario. Per la vergogna provata, si ripromette di non dire bugie mai più.
Mette in pratica questo proposito già nei giorni successivi a scuola, in cui gli viene assegnato come compito un tema in cui si chiede di descrivere i maestri di prima e seconda elementare. Mette poi in difficoltà suo padre chiedendo in regalo un costosissimo libro come premio per il suo mutato atteggiamento. 
A casa Balzarotti arriva una nuova donna di servizio, la signora Betta, che vedendo la presenza di un bambino tenderebbe a rifiutare l'impiego; decide invece di accettare quando scopre che il capofamiglia ha speso tanti soldi per il regalo del libro. L'indomani, giorno di vacanza per Aniceto, mentre la madre va dalla parrucchiera e la signora Betta fa le pulizie, Aniceto si diletta con le costruzioni e a cena ammette candidamente di non aver fatto i compiti (suscitando l'indignazione dei genitori), ma precisa che ciò è accaduto perché ha dovuto fare la spesa per la domestica, che non aveva compilato diligentemente la lista; la donna è poi anche trovata colpevole della rottura di una pregiata coppa di cristallo, di cui invece era stato accusato ingiustamente Bill, il cane della vicina di casa, la vedova Citasnetti nata contessa Ferri di Roccadiferro, che era entrato nel loro appartamento. La signora Betta allora se ne va sbattendo la porta, non prima di aver preteso la liquidazione; va poi a servizio dalla contessa, che per questo regala Bill ad Aniceto.
Il direttore della scuola di Aniceto convoca i genitori del bambino a causa del tema, nel quale descrive una serie di attitudini spiacevoli del maestro della seconda classe al confronto con quella della prima; è coinvolto anche Casimiro Antoniazzi, per il quale Aniceto aveva scritto il tema. Per placare il padre di quest'ultimo, Remigio firma un foglio nel quale addossa tutta la responsabilità ad Aniceto.
Aniceto riferisce alla contessa, che s'informava per Bill, che i suoi genitori l'hanno chiamata "strega"; questa decide allora di riprendersi il cane, anche se ciò significa rinunciare alla domestica. Remigio e Rosetta pregano Aniceto di essere evasivo senza tornare menzognero.
Nel tentativo di favorire la promozione del suo collega Menichetti, Remigio invita a casa a pranzo il suo superiore, il commendator Ceretti. Questi annuncia che era già sua intenzione proporre Balzarotti per una promozione, e che non sarebbe stato necessario alcun invito; il padre di Aniceto rivela allora che intendeva sollecitarla per Menichetti. Commosso da tale atto disinteressato, il commendatore accetta. Ma Aniceto, reso alticcio dall'aver bevuto una sorsata di champagne, chiama il commendatore "vecchio trombone sfiatato", definizione di Menichetti che suo padre aveva riportato. Indignato, Ceretti si rimangia la parola sulla promozione del collega. L'indomani in ufficio, rendendosi conto della bontà del lavoro di Menichetti, il commendatore decide di confermarne l'avanzamento, perché se si lasciasse condizionare dai rancori personali, allora sì che sarebbe un "vecchio trombone sfiatato".
Alla fine dell'anno scolastico, Remigio promette ad Aniceto un cagnolino come regalo per la promozione.

## Edizioni
- Giana Anguissola, Aniceto o la bocca della verità, illustrazioni di Maria Luisa Gioia, presentazione di Giancarla Mursia Re, collana Corticelli 132, Milano, Mursia, 1972.
- Giana Anguissola, Aniceto o la bocca della verità, presentazione di Giancarla Mursia Re, Tascabili per la scuola. Sezione Romanzi e racconti 14, Milano, A.P.E. Mursia, 1980.
- Giana Anguissola, Aniceto o la bocca della verità, presentazione di Giancarla Mursia Re, Invito alla lettura. Sezione Letteratura giovanile, Milano, Mursia, 1996, ISBN 88-425-8137-2.